# Ombrophila janthina
Ombrophila janthina (Fr.) Sacc. – gatunek grzybów z rodziny Gelatinodiscaceae.

## Morfologia
Owocniki typu apotecjum w grupach. Mają średnicę 2–4 mm, są galaretowate, tarczowate z krótkim grubym trzonem, czasami bez trzonu. Górna strona początkowo wypukła, następnie płaska, w końcu lekko lejkowata z opadającym i falistym brzegiem. Powierzchnia górna (hymenialna) błyszcząca, o barwie od jasnokremowej do fioletowej, dolna tej samej barwy. Trzon cylindryczny o średnicy 1–2 × 0,5 mm.
Worki 8-zarodnikowe, zarodniki owalne, 5–6,5 × 2,5–3 µm, z dwiema gutulami.

## Systematyka i nazewnictwo
Pozycja w klasyfikacji według Index Fungorum: Ombrophila, Gelatinodiscaceae, Helotiales, Leotiomycetidae, Leotiomycetes, Pezizomycotina, Ascomycota, Fungi.
Po raz pierwszy takson ten opisał w 1821 r. Elias Fries, nadając mu nazwę Peziza janthina. Obecną nazwę nadał mu Pier Andrea Saccardo w 1889 r. Ma 14 synonimów. Przez niektórych mykologów za jego synonim uważany jest m.in. Ombrophila violacea (Hedw.) Rehm.

## Występowanie i siedlisko
Podano występowanie Ombrophila janthina w Ameryce Północnej, Europie, Azji, Australii i na Nowej Zelandii. W Polsce M.A. Chmiel w 2006 r. przytoczyła 3 stanowiska, w późniejszych latach podano następne.
Grzyb saprotroficzny nadrzewny, w Polsce notowany na opadłych gałęziach i szyszkach sosny i świerka.